# Centre commercial Beaulieu (Nantes)
Pour les articles homonymes, voir Centre commercial Beaulieu et Beaulieu.
Le centre commercial Beaulieu est situé à Nantes, dans le quartier de l’île de Nantes, sur le boulevard Général-De-Gaulle et le long de la rue Gaëtan-Rondeau.

## Présentation
Avec une superficie de 33 712 m2, il est le deuxième plus vaste centre commercial de l’agglomération nantaise, après Atlantis le Centre, mais est aussi le plus grand centre commercial du « centre-ville » de Nantes avec 2 200 places de parking.
Environ 800 salariés y travaillent, tandis qu'elle enregistre environ 5,5 millions de passages par an.
Outre un hypermarché à l’enseigne Carrefour, la galerie commerciale a une capacité de plus de 120 boutiques (certaines sont inoccupées en 2019), essentiellement axées sur la mode, mais on y trouve également des agences de voyage, des agences bancaires, des bijouteries, des commerces de restauration (restaurants, pizzerias ou restauration rapide), etc..

## Historique
Il a été construit en 1975, à l’époque où la partie orientale de l’île (plus exactement l'ancienne « île Beaulieu »), jusque-là occupée par des prairies, était en pleine urbanisation. L'hypermarché était alors à l'enseigne de Géant Casino et la galerie commerciale ne comportait que 60 boutiques. Il a été plusieurs fois agrandi ; les derniers travaux d’expansion menés par l'architecte Patrick Bouchain ont été achevés en 2008.
Le Centre Commercial Beaulieu a de nouveau béneficié entre septembre et novembre 2016, de travaux de rénovation avec une nouvelle identité visuelle et de nouvelles enseignes , réalisé par la cabinet d'architecte Market Value,.
Au premier semestre 2019, la société Klépierre, gérante du centre commercial, annonce l'arrivée de l'enseigne de vêtements à bas prix Primark dans les deux ans, sur une superficie totale de 3 580 m2 en lieu et place du magasin La Grande Récré. Ce qui nécessitera probablement d'agrandir le centre sur son côté est.
En novembre 2021, il est annoncé que le magasin Primark disposera d'une surface de vente de 4 200 m2. Pour ce faire, des travaux sur le centre commercial ont commencé fin 2021. L'ouverture de l'enseigne est intervenue le 10 novembre 2023.

## Identité visuelle (logo)

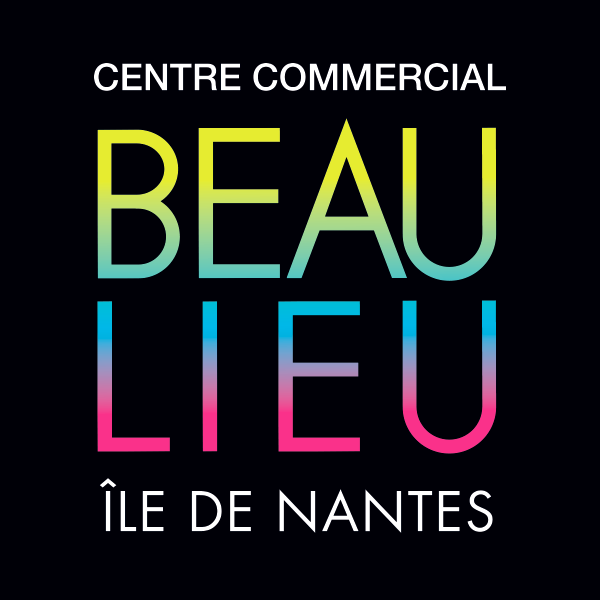
Logo de 2008 à 2016.
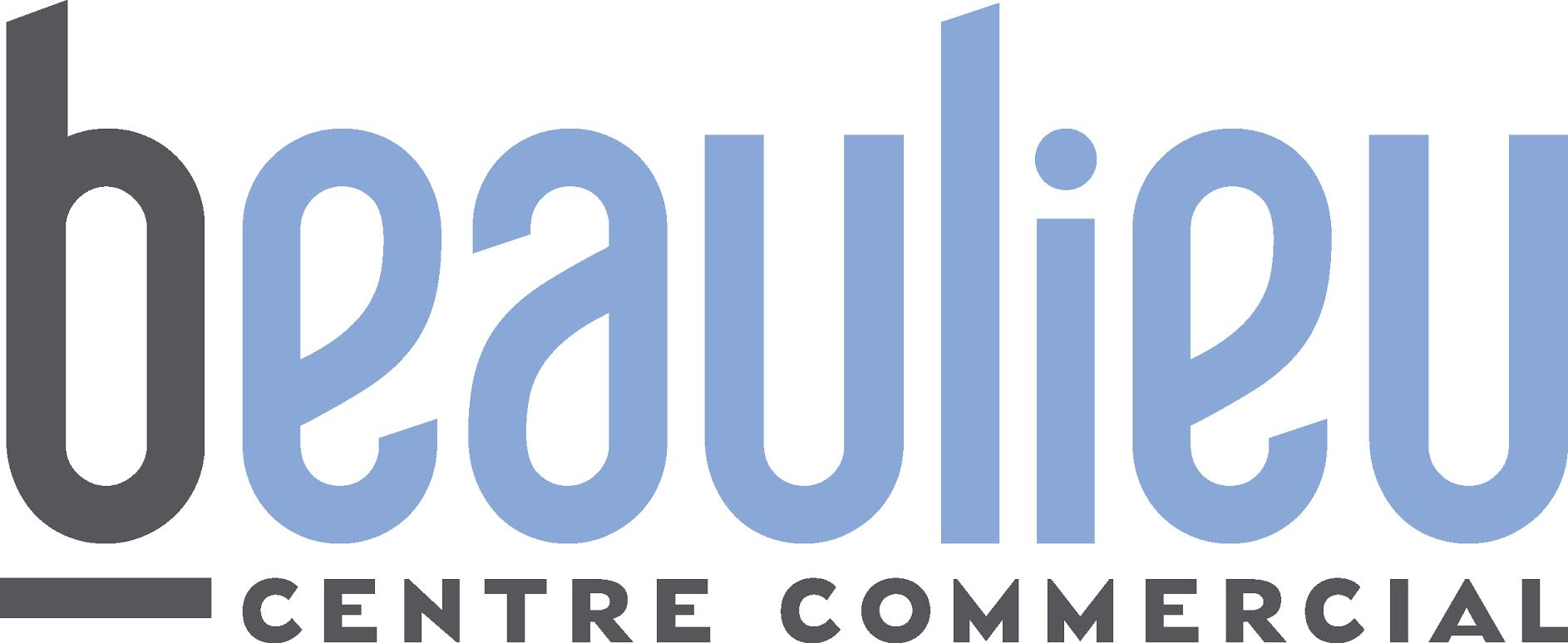
Logo depuis 2016.

## Accès

### Transports en Commun
Ce site est desservi par les arrêts Beaulieu et Île de Nantes de la Ligne 4 du Busway, ainsi que par la ligne Busway 5 et la ligne de bus n°26.